# Maria Agnese Tribbioli
Maria Agnese Tribbioli (Firenze, 20 aprile 1879 – Firenze, 27 febbraio 1965) è stata una religiosa italiana, fondatrice della congregazione delle Pie operaie di San Giuseppe. È annoverata fra i giusti tra le nazioni per la sua opera a favore degli ebrei a Firenze durante l'Olocausto. Per le sue eroiche virtù la Chiesa cattolica l'ha proclamata  serva di Dio.

## Biografia
Maria Agnese Tribbioli nacque a Firenze da Clorinda Sorbi, originaria di San Martino in Freddana, frazione di Pescaglia, e Ludovico Tribbioli, dipendente della prefettura. Aveva due sorelle, Evelina e Maria Francesca. Il padre, paralitico, morì il 13 ottobre 1890, lasciando la famiglia in una precaria situazione economica. Maria Agnese ed Evelina furono educate secondo solidi principi morali e religiosi presso il «Patrocinio di San Giuseppe», istituto caritativo fondato nel 1882 da Emma Rosadi con lo scopo di offrire alle ragazze un'istruzione primaria e religiosa e una formazione lavorativa; sentita la vocazione, Agnese decise di entrare a far parte dell'istituto. Il 23 gennaio 1901 ne indossò l'abito con il nome di suor Maria Agnese. 
Dopo sedici anni di vita nell'istituto sorsero contrasti con le consorelle e si irrigidirono i rapporti con l'episcopato fiorentino. Suor Maria Agnese lasciò a malincuore l'istituto il 4 agosto 1917, seguita da suor Adriana Telai. 
Subito le due monache si diedero da fare per aprire una loro casa per l'educazione delle fanciulle fiorentine non abbienti, aiutate dal priore della vicina parrocchia di San Martino dei Cipressi e da monsignor Paolino Tribbioli, cugino di suor Maria Agnese, che dal 1913 era vescovo di Imola. Lo stesso Tribbioli suggerì loro di entrare nei Terziari Francescani e nel 1918 effettuò una visita personale alla casa. Nel frattempo altre consorelle si aggiunsero a Maria Agnese e Adriana, tra cui Elisabetta. L'anno seguente il vescovo Tribbioli chiamò due suore a stabilirsi nella sua diocesi. Partirono Maria Agnese ed Elisabetta. Dapprima soggiornarono a Lugo, poi a Conselice, dove rimasero fino alla morte del parroco, don Giovanni Piatesi. Nell'ottobre 1922 venne aperta una casa di noviziato a Belvedere di Castel del Rio. Nel 1927 morì don Piatesi; successivamente madre Agnese e le consorelle residenti a Conselice si trasferirono a Belvedere. La comunità fu così riunita. Il 29 giugno dello stesso anno le suore ricevettero la visita del vescovo Tribbioli, che benedì la casa e approvò il nome di «Pie operaie di San Giuseppe». 
Il 22 settembre 1938 si tenne a Castel del Rio il primo capitolo generale, presieduto dal vescovo Tribbioli. Madre Maria Agnese fu eletta superiora generale.
 
Durante la seconda guerra mondiale, all'insaputa delle altre suore, madre Agnese nascose nel suo istituto una famiglia ebrea di Firenze, composta dalla signora Marcella Belgrado coniugata Sacerdoti e dai figlioletti Cesare-David (nato nel 1938) e Vittorio (1941), mentre il capofamiglia, Simone, si rifugiò altrove. Suor Maria Agnese operò nell'ambito di una ben organizzata rete di soccorso che vedeva ai suoi vertici il rabbino Nathan Cassuto e il cardinale Elia Dalla Costa, con la partecipazione di molti altri membri del clero fiorentino e del segretario del cardinale, Giacomo Meneghello. Nel novembre 1943 la Tribbioli affrontò coraggiosamente due ufficiali delle SS che si erano presentati al convento alla ricerca di ebrei, rispondendo loro: "Qui non ci sono ebrei, ci sono solo figli di Dio, e anche voi siete figli di Dio" e convincendoli ad andarsene senza violare la sacralità dell'istituto. Dopo questo episodio i benefattori capirono che quel luogo non era più sicuro, dunque decisero di trasferire gli ebrei in un nuovo nascondiglio. I membri della famiglia furono divisi, nascosti in luoghi diversi, sempre legati al clero cattolico; i bambini furono mandati in un orfanotrofio di Montecatini Terme, diretto da don Giulio Facibeni, e lì vi rimasero fino alla fine del conflitto, quando furono ricongiunti con i genitori.
Nel dopoguerra proseguì l'opera caritativa delle Pie Operaie di San Giuseppe. Parallelamente il vescovo Tribbioli concesse il riconoscimento canonico diocesano alla comunità (24 gennaio 1952) e seguì l'iter per ottenere l'approvazione pontificia. La morte lo colse nel 1956, ad iter ancora in corso. Il riconoscimento di diritto pontificio fu concesso il 31 gennaio 1962.
Pochi anni dopo, il 27 febbraio 1965 suor Tribbioli morì; fu sepolta nella Cappella di Casa Betania in Via dei Serragli 127 a Firenze. Il 16 giugno 2009 fu riconosciuta da Yad Vashem come giusta tra le nazioni.

## Causa di beatificazione
Il 14 gennaio 2017 il cardinale di Firenze Giuseppe Betori ha dato via alla causa di beatificazione. Il 1º novembre 2020 l'inchiesta diocesana si è conclusa con la trasmissione degli atti a Roma. Da allora Madre Maria Tribbioli è Serva di Dio.